# لمور موشی ماروهیتا
 لمور موشی ماروهیتا (نام علمی: Microcebus marohita) نام یک گونه از سرده لمورهای موشی است.